# Російська окупація Запорізької області
Російська окупація Запорізької області — тривала військова окупація, яка почалася 24 лютого 2022 року, коли російські війська вторглися в Україну та почали захоплення частини Запорізької області. 26 лютого місто Бердянськ перейшло під контроль Російської Федерації, після чого Росія здобула перемогу під Мелітополем 1 березня. Російські війська також взяли в облогу і захопили місто Енергодар, де розташована Запорізька атомна електростанція, яка перейшла під контроль Росії 4 березня.
У травні 2022 року Росія почала видавати паспорти на окупованих територіях. У липні Росія видала указ, який поширює російські закони про військову цензуру 2022 року на Запорізьку область і передбачає як покарання депортацію до Російської Федерації. 30 вересня 2022 після фіктивного референдуму Євген Балицький підписав договір про «входження до складу РФ», і Росія формально анексувала Запорізьку область. 2 вересня 2023 року почались «вибори до Законодавчих зборів Запорізької області».
Росія проводить політику зросійщення окупованих нею територій області — у школах викладають тільки російською мовою навіть у повністю українськомовних населених пунктах. Українські підручники опинилися під забороною, а охочі вчитися українською змушені робити це потай від окупаційної влади.

## Тимчасова окупація

### Бердянськ
26 лютого 2022 року російські війська захопили порт Бердянськ та аеропорт Бердянськ. Наступного дня російські військові повністю взяли під контроль місто.
З 14 березня Бердянський морський порт використовувався росіянами як логістичний вузол для підтримки їхнього наступу на півдні України і, зокрема, облоги Маріуполя. 21 березня російське ЗМІ «Звезда» повідомило про прибуття до Бердянська десантних транспортів. Офіцер російського ВМС назвав це «знаковою подією, яка відкриє логістичні можливості для Чорноморського флоту».
24 березня українські війська завдали авіаудару по десантному кораблю «Саратов», який був знищений і затоплений. Один з двох  десантних кораблів класу Ropucha отримав пошкодження, але зміг залишити порт. На той час це була найтяжча морська втрата, яку зазнала Росія під час вторгнення, і один із найзначніших успіхів України.

### Мелітополь

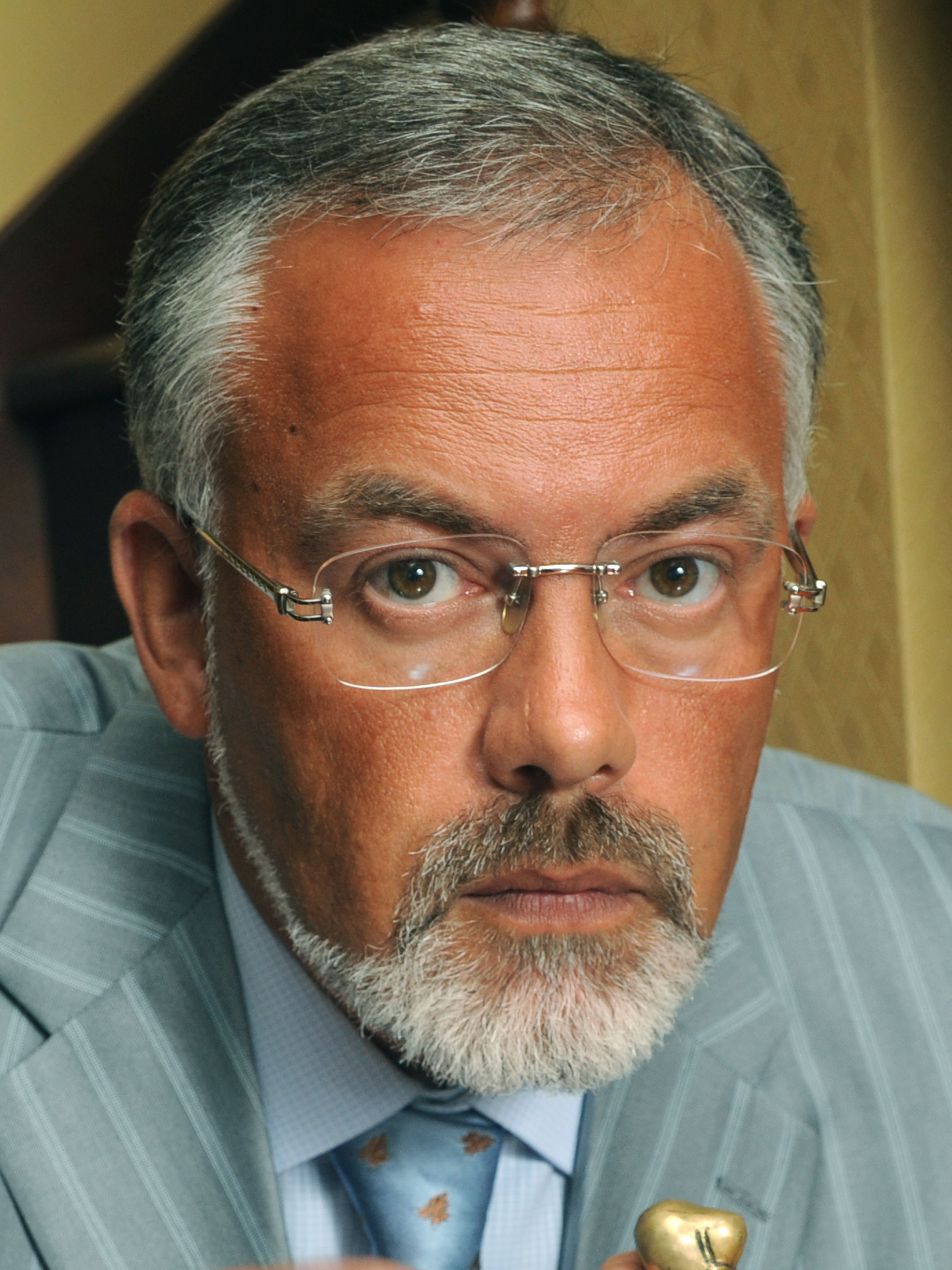
Дмитро Табачник — колишній міністр освіти України за президентства Віктор Януковича — колаборант, радник Балицького

1 березня 2022 року, невдовзі після захоплення міста, мешканці Мелітополя провели вуличну акцію протесту проти військової окупації міста. Протестувальники пройшли маршем і використали свої тіла для блокування колони російської військової техніки.
10 березня директорка Мелітопольського краєзнавчого музею Лейла Ібрагімова була заарештована вдома російськими силами та затримана в невідомому місці Через день мер Мелітополя Іван Федоров був викрадений російськими військовими за відмову співпрацювати з ними і продовжував вивішувати український прапор у своєму кабінеті.. Російська влада не коментувала зникнення Федорова, але прокуратура підтримуваної Росією самопроголошеної (розташованої на території України) «ЛНР» звинуватила його в «терористичній діяльності».
12 березня Запорізька обласна адміністрація повідомила, що виконувачем обов'язків міського голови призначена колишня радниця та депутат від Опозиційного блоку Галина Данильченко. СБУ стверджувала, що де-факто керує міською владою колишній народний депутат України Євген Балицький. Тим часом сотні людей вийшли на акцію протесту біля мерії Мелітополя з вимогою звільнити Федорова. Ольгу Гайсумову, керівника громадської організації «Совісне товариство Мелітополя», організатора місцевих акцій протесту проти російських військ, заарештували.
13 березня Мелітопольська міськрада заявила, що «окупаційні війська Російської Федерації намагаються незаконно створити окупаційну адміністрацію міста Мелітополя». Вона звернулася до Генерального прокурора України Ірини Венедіктової з проханням розпочати досудове розслідування щодо Данильченка та її партії «Опозиційний блок» за фактом державної зради Українська правда повідомляла, що російські військові викрали голову райради Мелітополя Сергія Прийму та намагалися викрасти секретаря міськради Романа Романова.. Тим часом російська військова техніка по гучномовцям сповіщала про заборону мітингів і демонстрацій, а також про введення комендантської години з 18:00 до 06:00.
14 березня видання «Українська правда» повідомила, що російські сили запобігли новим протестам, перекривши центральну площу Мелітополя. Там також стверджується, що «двох активістів викрали та вивезли в невідомому напрямку».
16 березня Федорова було звільнено з полону. Деякі українські чиновники стверджували, що його звільнили в рамках «спецоперації». Проте згодом помічник Зеленського Дар'я Зарівна заявила, що його обміняли на дев'ятьох російських військовозобов'язаних, захоплених українськими силами.
23 березня 2022 року мер Федоров повідомив, що в місті виникли проблеми з їжею, ліками та паливом, а російські військові захоплюють підприємства, залякують місцеве населення та тримають під вартою кількох журналістів. 22 квітня Федоров заявив, що під час окупації міста партизанами було вбито понад 100 російських солдатів.

### Енергодар
4 березня місто Енергодар і Запорізька атомна електростанція потрапили під російську військову окупацію.
Голова ОВА Запорізької області Олександр Старух 5 березня заявив, що російські війська залишили місто після його пограбування і ситуація в місті повністю контролюється місцевою владою. Однак Орлов спростував цю інформацію і заявив, що російські війська все ще окупували периметр міста та електростанцію, а місцева влада все ще керує містом. Українська військова адміністрація на південному сході підтвердила 7 березня, що Енергодар перебуває під контролем російських військ.
6 березня МАГАТЕ оприлюднило заяву, в якій говорилося, що російські сили втручаються в роботу електростанції, в якій зазначено, що «будь-які дії керівництва станції, включаючи заходи, пов'язані з технічною експлуатацією шести реакторних блоків, потребують попереднього схвалення з боку російських командирів», і далі заявляючи, що «російські війська на місці об'єкта вимкнули деякі мобільні мережі та Інтернет, тому достовірну інформацію з місця неможливо отримати через звичайні канали зв'язку».
9 березня міністр енергетики України Герман Галущенко заявив, що російські війська тримають працівників електростанції в заручниках і змусили кількох зняти пропагандистські відео.

## Територіальний поділ
Після створення окупаційної адміністрації було створено її сайт, де поділ області на райони співпадав з українським. 3 березня 2023 року було прийнято новий територіальний устрій області, який загалом відповідає тому поділу, що діяв станом на 16 вересня 1991 року (тому створені в 1992—1993 роках Великобілозерський та Розівський райони не були відновлені), крім відсутності поділу на міські, селищні і сільські ради в районах. Крім того, територіальні одиниці на півночі області, не захопленої російською армією, не створювалися. 
Міські округи (міста обласного значення):
- Мелітополь
- Бердянськ
- Енергодар

Муніципальні округи (райони):
- Якимівський (за винятком частини району, що існував до 2020 року, переданої новоствореному міському округу Мелітополь)
- Бердянський (за винятком виділеного до міського округу Бердянська)
- Василівський
- Веселівський
- Кам'янсько-Дніпровський (з приєднаною територією Великобілозерського району, що існував в 1993—2020 роках)
- Куйбишевський (з 2016 по 2020 рік — Більмацький район; з приєднаною територією Розівського району, що існував в 1992—2020 роках)
- Мелітопольський (за винятком частини району, що існував до 2020 року, переданої новоствореному міському округу Мелітополь)
- Михайлівський
- Пологівський
- Приазовський (за винятком частини району, що існував до 2020 року, переданої новоствореному міському округу Мелітополь)
- Приморський
- Токмацький
- Чернігівський

Не створювалися адміністративно-територіальні та муніципальні одиниці на неокупованих територіях, де до 2020 року розташовувалися такі райони:
- Вільнянський
- Гуляйпільський
- Запорізький
- місто обласного значення Запоріжжя
- Новомиколаївський
- Оріхівський